# Sviluppo Automobilistico Meridionale
La société Sviluppo Automobilistico Meridionale S.p.A. était une entreprise  italo-française créée en 1961 pour permettre l'implantation du constructeur automobile français Renault en Italie.

## Histoire
La société a été créée le 1er mars 1962. Son siège social était implanté à Naples. C'était une coentreprise entre le constructeur automobile Alfa Romeo qui faisait partie de la holding publique italienne IRI et la Régie Nationale des Automobiles  Renault. 
Cette société avait son activité opérationnelle au sein du site de l'Usine Alfa Romeo-Pomigliano d'Arco. C'est grâce à cette entreprise mixte que la Régie Renault a pu fabriquer une petite série de R4L en Italie, à partir de décembre 1962 jusqu'en juin 1964.
Entre 1959 et 1964, Alfa Romeo a produit sous licence Renault l'Alfa Romeo Dauphine dans l'usine de Portello à Milan à côté de la ligne de production de l'Alfa Romeo Giulietta. 
Après l'échec de sa collaboration avec le constructeur français, Alfa Romeo s'est retiré de l'entreprise commune dès 1964. La société est alors restée en sommeil car Renault s'était retiré du marché italien mais le 30 avril 1968, voulant reprendre la commercialisation de ses voitures, Renault renomme la société en Renault-Italia S.p.A..